# Rhipha
Rhipha is een geslacht van vlinders van de familie spinneruilen (Erebidae), uit de onderfamilie Arctiinae.

## Soorten
- R. albiplaga Schaus, 1905
- R. chionoplaga Dognin, 1913
- R. flammans Hampson, 1901
- R. flammula Hayward, 1947
- R. flavoplaga Schaus, 1905
- R. flavoplagiata Rothschild, 1911
- R. fulminans Rothschild, 1916
- R. gagarina Travassos, 1955
- R. leucoplaga Dognin, 1910
- R. luteoplaga Rothschild, 1922
- R. mathildae Köhler, 1926
- R. niveomaculata Rothschild, 1909
- R. perflammans Dognin, 1914
- R. persimilis Rothschild, 1909
- R. pulcherrima Rothschild, 1935
- R. strigosa Walker, 1854
- R. subflamens Rothschild, 1909
- R. uniformis Rothschild, 1909
- R. vivia Watson, 1975